# کریستینا کالاس
کریستینا کالاس (استونیایی: Kristina Kallas؛ زادهٔ ۲۹ ژانویهٔ ۱۹۷۶) سیاست‌مدار اهل استونی و رهبر حزب استونی ۲۰۰  است. او با کایا کالاس، نخست وزیر فعلی استونی، نسبتی ندارد.